# Liste des intendants de la généralité de Valenciennes
La Généralité de Valenciennes est la circonscription des intendants du Hainaut, leur siège est Valenciennes.
En 1659, le traité des Pyrénées accorde à la France Avesnes-sur-Helpe, Landrecies et Le Quesnoy. En 1668, au traité d'Aix-la-Chapelle, le France obtient Ath et l'enclave de Binche, mais au traité de Nimègue, en 1678, Ath et Binche sont rendus par la France  en échange des terres autour de Valenciennes qui est d'abord rattachée à la Flandre, Bouchain et Maubeuge. Le siège de la généralité est installé à Maubeuge.
Dès les premières conquêtes des armées de Louis XIV, des commissaires sont envoyés dans le Hainaut.
En 1717, Valenciennes est détachée de la généralité de Lille pour être rattachée à la généralité de Hainaut et en faire la capitale de la généralité à la place de Maubeuge.
En 1730, Condé-sur-Escaut et ses dépendances est détachée de la généralité de Lille pour être rattachée à la généralité de Hainaut.
En 1754, le Cambrésis, Bouchain, Saint-Amand, Mortagne et leurs dépendances, passèrent de l'intendance de Flandre à celle du Hainaut.
Les intendants de police, justice et finances sont créés en 1635 par un édit de Louis XIII, à la demande de Richelieu pour mieux contrôler l'administration locale.

## Liste des intendants de la généralité de Maubeuge puis de Valenciennes
| Date        | Nom |
| ----------- | --- |
| 1655 - 1665 | Jean Talon (8 janvier 1626- 23 novembre 1694) intendant d'armée en 1653, intendant du Quesnoy en 1654, puis du Hainaut nouvellement conquis en 1655, de l'Artois en 1661, résidant au Quesnoy, puis de Landrecies, Avesnes, Philippeville et Mariembourg, il est ensuite choisi pour régler la frontière de la France et de la Flandre. Il est nommé intendant en Nouvelle-France par la commission datée du 23 mars 1665, arrive à Québec en septembre et y reste jusqu'en 1668, puis revient en France comme gouverneur du Roussillon, contrôleur général de l'artillerie. Il retourne en Nouvelle-France en 1670 mais ses infirmités l'obligèrent à revenir en France en 1672. Il est alors nommé secrétaire du Cabinet du roi, puis valet de chambre du roi |
| 1665 - 1667 | Jacques Camus des Touches (1626-1679) seigneur des Touches, frère de Germain-Michel Camus de Beaulieu (1635-1704), intendant d'armée en Franche-Comté en 1674 puis intendant d'armée en Catalogne en 1675-1676, et de Charles Camus du Clos (1636-1696). Les trois frères sont nommés en 1670, directeurs de l'Hôtel royal des Invalides sous les ordres de Louvois. Neveux de Jean-Pierre Camus commissaire ordonnateur au département de la Guerre. En 1667 il a été intendant des contributions pour les fortifications de Charleroi, commissaire général des Suisses et contrôleur général de l'artillerie en France en 1673, secrétaire du roi, conseiller d'État |
| 1668 - 1670 | Étienne Carlier ( -janvier 1676) il est intendant d'armée en Hollande en 1665, intendant du Hainaut, puis intendant du Roussillon (1670-1676) |
| 1670 - 1678 | Louis Damoresan commissaire des guerres en Catalogne en 1656, commissaire ordinaire des guerres,. Après le traité des Pyrénées, Turenne l'envoie le 6 mars 1660 à Avesnes pour recevoir la place le 15 mars, l'artillerie, les magasins et les munitions qui y sont, en faire tous les reçus et décharges nécessaires et y établir la garnison. Conseiller du roi en ses Conseils, intendant en Hainaut et pays d'entre Sambre et Meuse en 1670, il est un des signataires du traité signé au Château de Freÿr sur Meuse du 25 octobre 1675 pour le rétablissement du commerce entre la France et les Pays-Bas espagnols |
| 1678 - 1688 | Joachim Faultrier (1626-12 mars 1709) Joachim Faultrier est le fils d'un procureur d'Auxerre où il est né. Il est avocat au Parlement de Paris, abbé de Saint-Loup de Troyes et de Notre-Dame d'Ardaine près de Caen. Ayant été remarqué par Louis XIV qui le signale à Louvois, il devint secrétaire général de l'Artillerie et intendant d'armée. Il est envoyé pour participer à des discussions diplomatiques délicates. puis intendant de la province de Hainaut, province frontière du royaume dépendant du secrétaire d'État de la Guerre. Il abandonne sa charge en 1688 et se retire dans un logement à l'Arsenal que le roi lui fit donner. L'abbé Faultrier consacra le reste de son existence de sa vie aux belles-lettres. Bibliophile, il a constitué une précieuse bibliothèque, dont le catalogue a été dressé par Prosper Marchand (1678-1756). |
| 1688 - 1698 | Daniel-François Voysin de La Noiraye (1655-1717) fils de Jean-Baptiste Voysin de La Noiraye (1620-1672), intendant à Rouen en 1664, intendant à Tours (1655-1672) conseiller au parlement de Paris en 1674, maître des requêtes en 1683, intendant d'armée à Tournai en 1682, intendant du Hainaut en 1688. Il est conseiller d'État et maître des requêtes honoraire en 1694. En 1709 il est nommé ministre d'État et secrétaire d'État de la Guerre en 1709, puis chancelier de France en 1714. |
| 1698 - 1705 | Charles-Étienne Maignart de Bernières (2 août 1667-22 décembre 1717) marquis de Bernières, la Rivière-Bourdet, petit-fils de Charles Maignart de Bernières (1616-1662), fils d'Étienne de Maignart (1642-1715) et de Madeleine Faucon de Ris, fille du premier président de Normandie,Louis Faucon de Ris, et amie de madame Louvois licencié en droit le 9 septembre 1688, conseiller au Grand Conseil le 5 août 1690, maître des requêtes le 11 septembre 1694, il est nommé intendant du Hainaut le 18 août 1698. Au début de 1702, il devient en plus intendant aux armées de Flandre et d'Allemagne, le 9 septembre 1705 il est nommé à Ypres. Le 9 juin 1708 il est nommé intendant de Flandre. Il réunit en 1716 la généralité de Lille (Flandre Wallonne) à celle de Dunkerque (Flandre Maritime) sous le nom de département de Flandre, on en détache Valenciennes pour en faire la capitale du Hainaut français à la place de Maubeuge. Il meurt en poste. |
| 1705 - 1708 | Nicolas-Étienne Roujault (1662-1723) seigneur de Villemain, fils d'un auditeur à la Chambre des comptes de Paris Il est avocat du roi au Châtelet en 1686, conseiller au parlement de Paris en 1689, maître des requêtes en 1696, intendant du Berry en 1702, en Hainaut, puis intendant du Poitou en 1708, intendant à Rouen (1712-1715). Il est maître des requêtes honoraire en 1720. |
| 1708 - 1720 | Jean-Charles Doujat (1653-1726) fils d'un conseiller au parlement de Paris conseiller au parlement de Metz en 1680, conseiller au Grand Conseil en 1686, maître des requêtes en 1701, intendant à Poitiers en 1705, de Hainaut, intendant à Moulins (1719-1723). Il est maître des requêtes honoraire en 1722. |
| 1720 - 1724 | René Louis de Voyer de Paulmy d'Argenson (18 octobre 1694-26 janvier 1757) fils de Marc-René de Voyer de Paulmy d'Argenson, lieutenant général de police de Paris (1697-1718), frère de Marc-Pierre de Voyer de Paulmy d'Argenson, père de Antoine-René de Voyer de Paulmy d'Argenson Il fut Secrétaire d'État aux Affaires étrangères de Louis XV de 1744 à 1747, conseiller d'État |
| 1724 - 1727 | Félix Aubery de Vastan (1681-20 juin 1743) marquis de Vastan maître des requêtes, auparavant intendant à Limoges en 1723, puis intendant à Caen (1727-1740), prévôt des marchands de Paris en 1740, conseiller d'État en 1743 |
| 1727 - 1743 | Jean Moreau de Séchelles (10 mai 1690-31 décembre 1761) seigneur de Séchelles conseiller au parlement de Metz, maître des requêtes en 1719, puis intendant du Hainaut en 1727, intendant de l'armée du roi en Bohème et en Bavière en 1741, conseiller d'État en 1742. Il est nommé contrôleur général des finances en juillet 1754 |
| 1743 - 1745 | Jean-Baptiste de Machault d'Arnouville (13 décembre 1701-12 juillet 1794) puis contrôleur général des finances (1745-1754) |
| 1745 - 1753 | Jacques Pineau (1709-1764) chevalier, baron de Lucé, seigneur de Viennay, la Peschellrie, Saint-ateret autres lieux conseiller au parlement de Paris en 1730, maître des Requêtes le 21 juin 1737, président au Grand Conseil en 1741, intendant à Tours (1743-1745), intendant du Hainaut en 1745, intendant d'Alsace en 1752, conseiller d'État en 1761 |
| 1753 - 1755 | François-Marie Peirenc de Moras (1718-1771) chevalier, seigneur de Saint-Priest et Saint-Étienne il est intendant d'Auvergne (1750-1752) |
| 1755 - 1765 | Louis-Guillaume de Blair ( -1749) chevalier, seigneur de Boisemont et Courtemanche intendant à La Rochelle (1749-1755) |
| 1765 - 1775 | Louis Gabriel Taboureau des Réaux (20 octobre 1718-31 mai 1782) contrôleur général des finances (1776-1777) |
| 1775 - 1790 | Gabriel Sénac de Meilhan (1736-5 avril 1803) fils du premier médecin du roi Jean Sénac |